# Fort Riley North
Fort Riley North es un lugar designado por el censo ubicado en los condados de Riley y Geary en el estado estadounidense de Kansas. En el año 2010 tenía una población de 7761 habitantes y una densidad poblacional de 583,53 personas por km².

## Geografía
Fort Riley North se encuentra ubicado en las coordenadas 39°6′35.97″N 96°48′34.41″O / 39.1099917, -96.8095583 (39.109992°,-96.809559°).

## Demografía
Según la Oficina del Censo en 2000 los ingresos medios por hogar en la localidad eran de $29,225, y los ingresos medios por familia eran $28,952. Los hombres tenían unos ingresos medios de $17,439 frente a los $17,243 para las mujeres. La renta per cápita para la localidad era de $11,171. Alrededor del 12.5% de la población estaban por debajo del umbral de pobreza.